# Boulder County
Boulder County är ett administrativt område i delstaten Colorado, USA. År 2010 hade countyt 294 567 invånare. Den administrativa huvudorten (county seat) är Boulder.  
Rocky Mountain nationalpark ligger i countyt.

## Geografi
Enligt United States Census Bureau har countyt en total area på 1 945 km². 1 922 km² av den arean är land och 23 km² är vatten. 

### Angränsande countyn
- Larimer County - nord
- Weld County - öst
- City and County of Broomfield - sydöst
- Jefferson County - syd
- Gilpin County - syd
- Grand County - väst

### Orter
- Boulder (huvudort)
- Lafayette
- Louisville
- Lyons
- Superior